# Darß-Marathon
Der Darß-Marathon ist ein Marathon und Halbmarathon in Wieck auf dem Darß, der vom Nationalparkzentrum Darßer Arche im Nationalpark Vorpommersche Boddenlandschaft organisiert wird und seit 2006 Ende April oder Anfang Mai stattfindet. 
Die Strecke beginnt in Wieck an der Darßer Arche und führt zunächst entlang der Wiecker Wiesen nach Prerow und von dort in den Darßwald. Die Strecke des Halbmarathons führt direkt nach Born, während die des Marathons zum westlichen Ende des Darß nach Ahrenshoop führt. Dort geht es zunächst ein Stück am Hohen Ufer entlang, bevor man das Fischland durchquert und am Ufer des Saaler Bodden nach Born läuft. Von dort aus führen beide Strecken über das Bliesenrader Gehölz zum Bodstedter Bodden und zum Ziel in Wieck. Die Strecke ist zwar flach, aber aufgrund des hauptsächlich aus Naturwegen bestehenden Kurses recht anspruchsvoll.
Die Teilnehmerzahl ist limitiert, so dass die Läufe seit der Erstaustragung bereits mehrere Monate im Voraus ausgebucht sind.

## Statistik

### Streckenrekorde
Marathon
- Männer: 2:30:03, Maik Willbrandt, 2012
- Frauen: 3:02:14, Lucie Machoy, 2024

Halbmarathon
- Männer: 1:10:55, Markus Liebelt, 2020
- Frauen: 1:19:20, Carolin Mattern, 2019

### Siegerliste

#### Marathon
| Jahr          | Männer              | Zeit (h) | Frauen              | Zeit (h) |
| ------------- | ------------------- | -------- | ------------------- | -------- |
| 2006          | Michael Zabel       | 2:37:49  | Liane Muschler      | 3:21:24  |
| 2007          | Michael Zabel -2-   | 2:37:25  | Liane Muschler -2-  | 3:14:38  |
| 2008          | Ronald Hampe        | 2:42:53  | Liane Muschler -3-  | 3:16:07  |
| 2009          | Michael Zabel -3-   | 2:34:56  | Katrin Czekalla     | 3:20:46  |
| 2010          | Ronald Hampe -2-    | 2:52:18  | Mieke Woelky        | 3:19:58  |
| 2011          | Maik Willbrandt     | 2:38:26  | Steffi Keil         | 3:21:01  |
| 2012          | Maik Willbrandt -2- | 2:30:03  | Susanne Fries       | 3:24:29  |
| 2013          | Daniel Kagelmacher  | 2:37:20  | Karsta Parsiegla    | 3:06:15  |
| 2014          | Marco Resech        | 2:53:16  | Inge Raabe          | 3:20:27  |
| 26. Apr. 2015 | Marco Resech        | 2:46:54  | Laura Michel        | 3:05:11  |
| 2016          | Carsten Tautorat    | 2:49:02  | Bianca Stanienda    | 3:15:19  |
| 2017          | Markus Liebelt      | 2:43:39  | Anna Langhinrichs   | 3:19:45  |
| 2018          | Martin Schütt       | 2:51:00  | Laura Michel -2-    | 3:27:30  |
| 2019          | Maik Willbrandt -3- | 2:38:06  | Laura Michel -3-    | 3:08:59  |
| 2020          | Chris Eidhof        | 2:45:27  | Anne Jenny Stephan  | 3:22:01  |
| 2021          | Hannes Fröck        | 2:48:25  | Kerstin Stösser     | 3:26:01  |
| 2022          | Florian Harbig      | 2:44:55  | Martina Ottes       | 3:09:52  |
| 2023          | Gunnar Fischer      | 2:52:05  | Kerstin Stösser -2- | 3:09:23  |
| 2024          | Toni Friedrich      | 2:56:51  | Lucie Machoy        | 3:02:14  |
| 2025          | Johannes Gerlof     | 2:48:36  | Lucie Machoy -2-    | 3:03:55  |

#### Halbmarathon
| Jahr | Männer                | Zeit (h) | Frauen                  | Zeit (h) |
| ---- | --------------------- | -------- | ----------------------- | -------- |
| 2006 | Andreas Grund         | 1:20:20  | Ursula von Knobloch     | 1:34:16  |
| 2007 | Karl Georg Schuhmann  | 1:19:16  | Ursula von Knobloch -2- | 1:33:19  |
| 2008 | André Sommer          | 1:11:56  | Judith Preuß            | 1:33:46  |
| 2009 | André Sommer -2-      | 1:14:09  | Liane Muschler          | 1:32:06  |
| 2010 | André Sommer -3-      | 1:12:31  | Heike Wycisk            | 1:29:51  |
| 2011 | Ronald Hampe          | 1:18:24  | Heike Wycisk -2-        | 1:31:34  |
| 2012 | Benjamin Schäfer      | 1:15:33  | Silvia Schierz          | 1:32:31  |
| 2013 | Maik Willbrandt       | 1:18:57  | Laura Michel            | 1:30:31  |
| 2014 | Maik Willbrandt -2-   | 1:14:29  | Laura Michel -2-        | 1:32:12  |
| 2015 | Adrian Poppe          | 1:16:32  | Marie Hauer             | 1:28:13  |
| 2016 | Adrian Poppe -2-      | 1:15:45  | Kathrin Koczessa        | 1:34:05  |
| 2017 | Adrian Poppe -3-      | 1:17:37  | Elke Musial             | 1:29:19  |
| 2018 | Maik Willbrandt -3-   | 1:12:04  | Marie Hauer -2-         | 1:30:19  |
| 2019 | Adrian Karnitzki      | 1:16:39  | Carolin Mattern         | 1:19:20  |
| 2020 | Markus Liebelt        | 1:10:55  | Marie Hauer -3-         | 1:25:55  |
| 2021 | Markus Liebelt -2-    | 1:12:55  | Marie Hauer -4-         | 1:24:31  |
| 2022 | Finn Große-Freese     | 1:11:45  | Ulrike Schwalbe         | 1:33:54  |
| 2023 | Johann Ioannou-Nikol. | 1:17:11  | Katja Voigtmann         | 1:27:38  |
| 2024 | Markus Liebelt -3-    | 1:12:21  | Annika Timm             | 1:29:41  |
| 2025 | Florian Harbig        | 1:12:19  | Catharina Stanik        | 1:39:02  |